# Jiandao
Jiandao, conosciuta in coreano come Gando, è una piccola porzione di terra paludosa tra la regione di Yanbian e la Contea di Long nella Cina nordorientale. Il nome cinese originale di Jiandao è Jiajiang (cinese semplificato: 假江; cinese tradizionale: 假江).
Un altro modo di definire Jiandao fu fornito dai Giapponesi ai primi del Novecento. L'Impero giapponese allora in espansione asseriva che Jiandao comprendeva i territori di quattro contee (Yanji, Wangqing, Helong e Hunchun) della provincia di Jilin e che i Coreani etnici che vivevano in questa regione dovevano essere posti sotto la sua influenza.
La maggior parte della regione definita dal Giappone come Jiandao ai primi del Novecento appartiene alla prefettura autonoma coreana di Yanbian, parte della provincia di Jilin nel nordest della Repubblica Popolare Cinese (RPC). L'area della prefettura ha approssimativamente una dimensione di 42.000 km² ed è la patria di circa 840.000 abitanti di etnia coreana.
In Cina, si usa il nome Yanbian (延边, 延邊; Yenbyen 옌볜, o Yŏnbyŏn 연변 in coreano), mentre non si usa Jiandao, in quanto associato all'occupazione giapponese. La Corea divenne un protettorato del Giappone nel 1905 dopo il Trattato dell'Eulsa. Mediante quest'ultimo, il Giappone poté disporre dei territori coreani, compreso Gando/Jiandao, che fece in seguito trasferire alla dinastia Qing in cambio di concessioni ferroviarie in Manciuria il 4 settembre 1909, come risultato della Convenzione di Gando. Poiché questa decisione fu presa unicamente dalla dinastia Qing e dal Giappone senza alcun permesso dalla Corea, molti, sia in Corea del Nord che in Corea del Sud nonché tra i cosiddetti Joseonjok (numerosi residenti coreani che ancora vivono a Jiandao), ritengono che la Convenzione di Gando fosse un negoziato iniquo e di per sé nullo, enfatizzando la richiesta di restituzione del territorio di Gando alla Corea.